# Autoroute A641 (France)
L’autoroute A641, ouverte en 1994, est une autoroute française à péage et à 2 × 1 voies de 7 kilomètres reliant la sortie no 6 de l'autoroute A64 à la RD 33, dans la commune d'Orthevielle. Elle est concédée aux ASF.

## Itinéraire
- Échangeur entre   et
- Péage de Peyrehorade
- : Bidache (demi-échangeur)
- : Peyrehorade, Orthevielle, Bayonne, Pau par RD 817 (demi-échangeur)
- Carrefour giratoire entre  et  : Saint-Vincent-de-Tyrosse, Dax, Capbreton-Hossegor